# Hapoel Bnei Lod
Hapoel Bnei Lod (Hebreeuws: הפועל בני לוד) is een Israëlische voetbalclub uit de stad Lod.
De club werd in de jaren 60 gesticht maar kon nog maar weinig betekenen in het Israëlische voetbal, de club stond in de schaduw van Hapoel Lod, dat enkele seizoenen in de hoogste klasse speelde en zelfs de beker van Israël won in 1984. Door financiële problemen verdween de club en werd heropgericht als Maxim Lod in de laagste klasse. Dit was het moment voor Hapoel Bnei om door te breken.
In 2003-04 werd de club kampioen in de Liga Bet en een jaar later ook in de Liga Alef zodat de club in 2005-06 in de Liga Artzit (III) speelde, ook daar werd promotie afgedwongen en in 2006/07 speelt de club in de Liga Leumit (2de klasse).